# Morti nel 2002/Senza giorno specificato
| Questa pagina contiene informazioni ricavate automaticamente dalle voci biografiche con l'ausilio del template Bio e di un bot. L'aggiornamento è periodico e automatico e ricostruisce completamente la pagina. Se manca una persona in questa lista, sei pregato di non aggiungerla, ma accertati piuttosto che la sua voce biografica contenga il template Bio e che i dati anagrafici siano correttamente compilati. Se il template Bio manca, inseriscilo tu stesso o, in alternativa, metti l'avviso {{tmp\|Bio}} che ne segnala la mancanza. Se i dati riportati sono sbagliati, correggi direttamente la voce biografica; le modifiche saranno visibili in questa lista entro pochi giorni. Per chiarimenti vedi il progetto biografie. La lista contiene solo le 61 persone che sono citate nell'enciclopedia e per le quali è stato implementato correttamente il template Bio. Pagina aggiornata al 10 ago 2025. |

- Alberto Astraceli, calciatore italiano (n. 1930)
- Armando Baldinelli, pittore e incisore italiano (n. 1908)
- Markus Bernhard, cestista e pallamanista tedesco (n. 1921)
- Trudi Birger, biologa e scrittrice tedesca (n. 1927)
- Byran Black, bobbista britannico (n. 1912)
- Ernie Blake, pallanuotista britannico (n. 1912)
- Andrejs Bondarenko, cestista lettone (n. 1963)
- John Bone, calciatore inglese (n. 1930)
- Guido Bortolameotti, presbitero italiano (n. 1904)
- Francesco Brancato, storico italiano (n. 1913)
- Silvano Bresadola, calciatore italiano (n. 1906)
- Alberto Caracciolo, storico italiano (n. 1926)
- Vittoria Carpi, attrice italiana (n. 1917)
- Vasilij Chmelevskij, martellista sovietico (n. 1948)
- Giovanni Comini, politico italiano (n. 1906)
- Pires Constantino, calciatore brasiliano (n. 1929)
- Carlo Cordié, critico letterario italiano (n. 1910)
- Antonella De Cieri, filosofa italiana (n. 1952)
- Vittorio De Feo, architetto italiano (n. 1928)
- Mario De Paoli, pittore italiano (n. 1928)
- Guido De Salvi, attore e doppiatore italiano
- Leonid Dunaev, schermidore sovietico (n. 1954)
- Lotfia El Nadi, aviatrice egiziana (n. 1907)
- Eros Fassetta, calciatore italiano (n. 1936)
- Dino Felici, scultore italiano (n. 1931)
- Roger Fenonjois, ballerino, coreografo e direttore artistico francese (n. 1920)
- Ben Francisco, cestista filippino
- Raffaello Fusco, chimico italiano (n. 1910)
- Attilio Galassini, calciatore italiano (n. 1933)
- Livio Gennari, calciatore e allenatore di calcio italiano (n. 1923)
- Zeinab Abdel Hamid, pittrice e artista egiziana (n. 1919)
- Renzo Lupo Berghini, pittore italiano (n. 1913)
- Enrico Majoli, incisore italiano (n. 1937)
- Maurizio Mamiani, storico della scienza italiano (n. 1942)
- Lina Mancini Proia, matematica e pedagogista italiana (n. 1913)
- Osvaldo Martínez Jara, pallanuotista cileno (n. 1922)
- Umberto Meggiolaro, calciatore italiano (n. 1934)
- Gian Lorenzo Mellini, storico dell'arte, docente e collezionista d'arte italiano (n. 1935)
- Michelangelo Merlin, fisico italiano (n. 1910)
- Lothar Meyer, calciatore tedesco orientale (n. 1934)
- Giorgio Papi, produttore cinematografico italiano (n. 1917)
- Oreste Pelagatti, drammaturgo italiano (n. 1944)
- Alberto Pozzetti, regista e sceneggiatore italiano (n. 1914)
- Dugarsuren Quinbold, lottatore mongolo (n. 1957)
- Urbano Rivera, calciatore uruguaiano (n. 1926)
- Ali Safa-Sonboli, sollevatore iraniano (n. 1932)
- Arcadie Sarcadi, pallanuotista rumeno (n. 1925)
- Gianfranco Sarti, calciatore italiano (n. 1948)
- Hermann Schaper, militare tedesco (n. 1911)
- Hocine Soltani, pugile algerino (n. 1972)
- Karl Steinhuber, canoista austriaco (n. 1906)
- Charles Stephen, hockeista su prato indiano (n. 1930)
- Mike Stone, produttore discografico britannico (n. 1951)
- Aleksey Stukas, calciatore azero (n. 1979)
- Onorina Tomasin-Brion, imprenditrice e dirigente d'azienda italiana (n. 1919)
- Stefano Melchiade Tramonte, medico italiano (n. 1921)
- Anco Marcio Vargas, calciatore costaricano (n. 1924)
- Marcello Venturoli, critico d'arte, giornalista e saggista italiano (n. 1915)
- René Weibel, pallanuotista svizzero
- Haruya Yamazaki, sceneggiatore giapponese (n. 1938)
- Gennadij Četin, sollevatore sovietico (n. 1943)